# As Long as I Got You
As Long as I Got You è un singolo della cantante britannica Lily Allen, pubblicato il 24 agosto 2014 come quinto estratto dal terzo album in studio Sheezus.

## Video musicale
La Allen ha confermato ad un'intervista per la BBC al Glastonbury dove ha registrato il video per una traccia dell'album che avrebbe fatto il video proprio lí. In seguito decide la traccia As Long as I Got You.
Nel video si vede una sorridente Allen - cosa infrequente nei suoi video - che balla camminando nei pressi del Glastonbury, coinvolgendo altre persone.